# اروزه
شهر اروزه (به فرانسوی: Érezée) در شهرستان مرش‌آن‌فمن در استان لوکزامبورگ در منطقه فدرال والوون در کشور بلژیک واقع شده‌است.